# 사카타 아키히로
사카타 아키히로(일본어: 阪田 章裕, 1984년 5월 16일 ~ )는 일본의 전 축구 선수이다.

## 구단 경력
그는 2007년부터 2020년까지 J리그의 세레소 오사카, 쇼난 벨마레, 오이타 트리니타, AC 나가노 파르세이루, 후쿠시마 유나이티드 FC에서 활동하였다.